# Irski step
Irski step je irski folklorni ples, koji se proširio i izvan granica Irske.
Pleše se u posebnim cipelama, koje imaju pete i pojačanu potplat. Tijekom plesa plesač mora biti uspravan, imati ruke uz sebe i smiješiti se. To je veseo, ritmičan i bučan ples prilikom kojega se korištenjem stopala proizvode različiti zvukovi.
Step potječe iz Irske oko 400. godine, i taj se ples često naziva "pradjedom" današnjega stepa. Pozornost se ne posvećuje gornjem dijelu tijela koje mora biti potpuno mirno i to se vrlo strogo poštuje. Postoji legenda, da je tomu razlog jedna zabrana. Naime, Ircima je zbog društvene situacije bilo zabranjeno plesati pa su, da bi napakostili režimu, plesali pored prozora, proizvodeći glasne zvukove, a gornji dio tijela im se nije micao.
Ples je spektakularan pa postoje posebni spektakli, sa spojem stepa i plesa, kao što su: "Riverdance", "Lord of the Dance",  "Gaelforce Dance" i "Feet of Flames".
Među najpoznatijim plesačima stepa je američko-irski plesač Michael Flatley, koji može napraviti 37 udaraca u sekundi te je ušao u Guinnessovu knjigu rekorda.